# 76 (album)
76 è il primo album in studio del DJ e produttore olandese Armin van Buuren, pubblicato nel giugno 2003.

## Tracce
1. Prodemium – 2:05
2. Precious – 6:58
3. Yet Another Day (featuring Ray Wilson) – 5:24
4. Burned with Desire (featuring Justine Suissa) – 5:53
5. Blue Fear 2003 – 7:33
6. From the Heart (featuring System F) – 7:30
7. Never Wanted This (featuring Justine Suissa) – 4:53
8. Astronauts – 5:36
9. Stay (featuring Krezip) – 5:08
10. Wait for You (Song for the Ocean) (featuring Victoria Horn) – 7:12
11. Sunburn – 6:16
12. Communication – 4:16
13. Slipstream (featuring Airwave) – 7:07